# Виикингит
ФК Виикингит — финский футбольный клуб, основанный в Вуосаари, Хельсинки. В настоящее время играет в лиге Kakkonen, в третьем дивизионе в системе финского футбола. Они играют свои домашние матчи на стадионе Vuosaaren urheilukenttä, также называемом Heteniitty. Символика клуба напоминает о викингах, клуб известен своим красным цветом формы.
«Виикингит» играл в сезоне 2007 года в финской Премьер-лиге, но выбыл в лигу Юккёнен, где соревновался до 2014 года. Затем клуб выбыл еще ниже, в лигу Kakkonen. Молодежный состав клуба, называвшийся Viikkarit, попал в Kakkonen в сезоне 2014 года, но не смог там участвовать, потому что нельзя играть матчи в том же дивизионе, что и основная команда.

## История

### Ранняя история (1965-1997)
Клуб был основан как Vuosaaren viikingit в 1965 году. Новый клуб начал свой путь в самом низу финской системы футбольных лиг, проводя свои первые годы в пятом и шестом дивизионах. В 1973 году они попали в четвёртый дивизион и играли там в течение следующих десяти сезонов. В 1983 году команда была переведена в 3-й дивизион, но она не сохранила там место и была понижена снова в следующем сезоне. В 1993 году они опять попали в 3-й дивизион и на этот раз у них получилось там закрепиться. В 1968 году им удалось попасть в Kakkonen, но они вылетели, заняв последнее место в группе. В 1997 году, футбольная часть спортивного общества  отделилась от организацией под самостоятельным  названием FC Viikingit.

### Попадание в Премьер-лигу Финляндии (1997-2007)
После того, как завершилось разделение, футбольный клуб начал успешно выступать в третьем дивизионе, и команда попала в Kakkonen в сезоне 2001 года. Команда неплохо выступила во втором дивизионе, финишировав на первом месте в своей группе. Они выиграли путёвку в Юккёнен, где и играли в сезоне 2002 года. Сезон 2002 года не был удачным, команда заняла предпоследние место. Пришлось играть стыковой матч за право остаться в первом дивизионе. «Красные» выиграли его и остались в первом дивизионе. Сезон 2003 года был удачным для команды. Клуб занял третье место в лиге, лишь на одно очко отстав от команды, которая могла бороться за выход в высшую лигу с помощью стыкового матча. В 2004 году клуб финишировал четвертым.
В сезоне 2006 года клуб попал на первое место в Юккёнен, завоевав путевку в премьер-лигу, на самый высокий уровень финских футбольных лиг. В первом для клуба матче премьер-лиги команда победила ФК Хонка со счетом 3-2, посещаемость матча превысила 3000 человек. Целью руководства клуба было сохранение места в высшем дивизионе, и по итогам первой половины сезона такой исход считался вероятным. Рекорд посещаемости матчей произошёл на местном дерби против клуба ХИК, на стадионе было 4,255 зрителей. Во второй половине сезона выступлений результаты команды начали падать. Тем не менее, им удалось закончить сезон на 13-м месте и избежать прямого вылета, но все равно пришлось соревноваться в стыковом матче против РоПС. Первый матч закончился 1-0 не в пользу клуба Viikingit, и поэтому «красные» нуждались в победе в ответном матче. Однако, матч закончился 1-1, и клуб Vikiingit вылетел в первый дивизион.

### Возвращение в Юккёнен (после 2008)
После вылета из высшего дивизиона в сезоне 2007 года, клуб попадал в тройку в Юккёнен, но у команды не получалось выйти в следующий тур по итогам стыкового матча. В 2008 году, команда заняла второе место, но проиграла стыковой матч 2-1. История повторилась в 2010 году. В 2011-м и 2012-м годах клуб 5-е и 3-е места соответственно. Клубный рекорд посещаемости в Юккёнен, 1,670 зрителей, был зафиксирован 21 июля 2011 года.
В 2013 году клуб мог вылететь в Kakkonen, но хорошо сыграл в завершающей стадии сезона, финишировав седьмым в итоге. Это был худший результат клуба с 2002 года. При этом вторая команда, FC Viikkarit, были переведены во второй дивизион в сезоне 2014.

## Внешние ссылки
- fcviikingit.fi — официальный сайт Виикингит
- Viikingit
- Viikingit FC на Facebook
- Женская команда на Facebook
- Аккаунт в Twitter